# Herfried Mencke

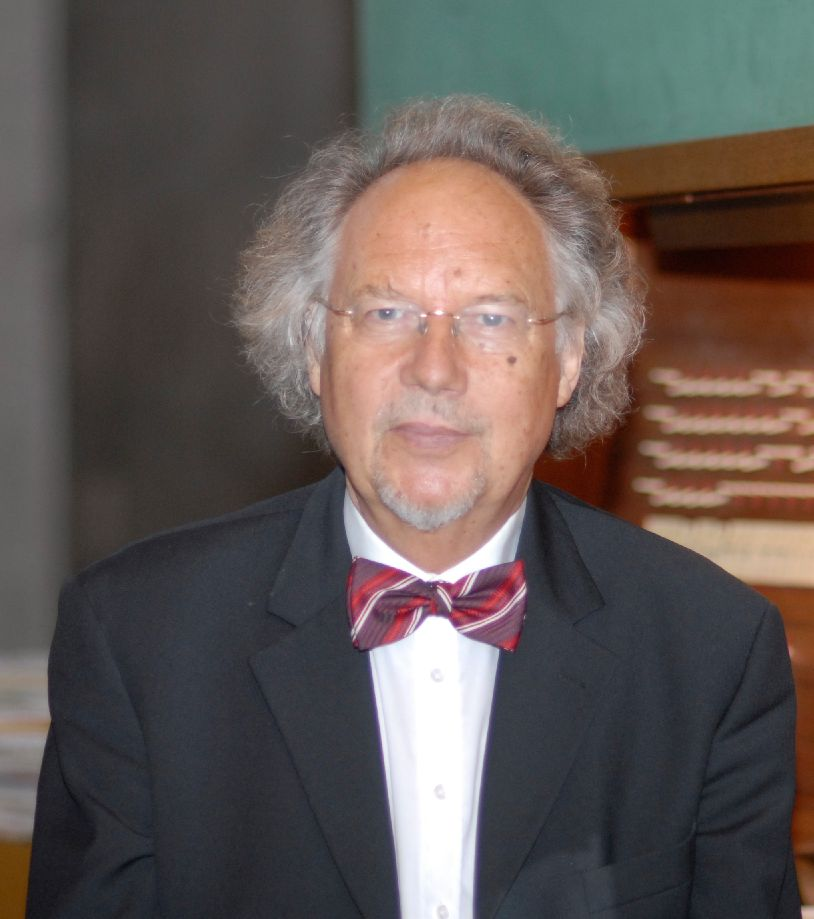
Herfried Mencke, 2011

Herfried Mencke (* 3. April 1944 in Posen; † 12. Dezember 2022) war ein deutscher Komponist, Organist und Kantor.

## Leben
Herfried Mencke bekam frühe musikalische Eindrücke als Sänger (auch solistisch) im Knabenchor St. Johannis (Lüneburg) unter der Leitung von Hanns Heintze. Nach dem Abitur am Johanneum Lüneburg studierte er Schulmusik, Altphilologie und Kirchenmusik in Hamburg. Im Jahr 1967 machte er das Staatsexamen für das Lehramt an Gymnasien, 1970 die A-Prüfung für Kantoren und Organisten, 1973 das Konzertexamen im Fach Orgel „mit Auszeichnung“. Seine Orgellehrer waren unter anderem Hans-Jochen Schnoor, Martin Günther Förstemann und Gaston Litaize. Chorleitung studierte er unter anderem bei Ulrich Baudach und Wilhelm Ehmann, Komposition bei Hans Poser und Diether de la Motte, Klavier bei Ursula Weber.
Nach kleineren Kantoren-Stellen in Lüneburg (Paul-Gerhardt-Kirche) und Hamburg-Wilhelmsburg (Emmaus-Kirche) übernahm Mencke 1972 die A-Stelle an der Versöhnungskirche in Hamburg-Eilbek und war dort unter anderem als Initiator der „Eilbeker Sonntags-Konzerte“ tätig. 1979 wurde er Kantor und Organist der Petruskirche in Gießen (A-Stelle) und Propsteikantor für Oberhessen, sowie Initiator unter anderem der in größeren Abständen stattfindenden „Internationalen Kirchenmusik-Festwochen“. Seit 2011 war er als Kantor im Ruhestand, aber weiterhin als Lehrbeauftragter für Orgelspiel an der Justus-Liebig-Universität Gießen und als Komponist tätig.
Herfried Mencke konzertierte als Organist in europäischen Ländern und den Vereinigten Staaten, unter anderem in Stockholm, Helsinki (Dom), Oslo (Dom), Warschau, St. Petersburg, Moskau, London, Winchester (Kathedrale), Ely (Kathedrale), Hamburg (Musikhalle), Berlin, Lübeck (Dom), Ulm (Münster), München, Paris (Notre-Dame), Prag und Basel sowie bei internationalen Festivals in Kristiansand, Sorö, Toulon, Zug und Madrid. Er gab Konzerte auf historischen Orgeln von Arp Schnitger, Gottfried Silbermann, Andreas Silbermann und Karl Joseph Riepp. Vier seiner Konzert-Tourneen führten ihn in die Vereinigten Staaten (unter anderem nach New York City, Washington, D.C., Boston, Atlanta und Saint Petersburg), wo er auch an mehreren Universitäten Meisterklassen leitete. Außerdem realisierte er Rundfunk-, Schallplatten- und CD-Aufnahmen.
Die Gießener Petrus-Kantorei und der Gießener Kammerchor führten unter seiner Leitung neben ihren regelmäßigen gottesdienstlichen Aufgaben Großwerke der Kirchenmusik, einschließlich bekannter Werke wie Bachs H-Moll-Messe, Beethovens Missa solemnis und der Messa da Requiem, aber auch seltener zu hörende Werke auf. Die Kantorei unternahm Konzertreisen unter anderem nach Hamburg, Berlin, Bremen (Dom), Braunschweig (Dom), Bonn, Frankfurt am Main (Dom), Worms (Dom), Straßburg (Münster) und Warschau sowie zum Internationalen Kirchenmusik-Festival in Radom.
Mencke lud zu Orgelkonzerten in die Gießener Petruskirche zum Beispiel Jean Langlais (Ste-Clotilde (Paris)), Gaston Litaize (Paris St. Francoix-Xavier), Naji Hakim (Paris St. Trinité), Olivier Latry (Notre-Dame de Paris), Johannes Ernst Köhler (Weimar), Lionel Rogg (London) und David Pizarro (New York) ein.
Seine Chor- und Orgel-Kompositionen, teilweise inspiriert durch seine gottesdienstliche Improvisations-Praxis, wurden in Kirchen Europas und den Vereinigten Staaten aufgeführt.
Herfried Mencke verstarb am 12. Dezember 2022 im Alter von 79 Jahren.

## Werke (Auswahl)

### Chorwerke
- 2011: Vater unser, Vater im Himmel, Vater auf Erden. Motette für Soli, 4-stg. gem. Chor, Oboe und Orgel. Strube-Verlag, München.
- 2012: O Herr, mache mich zum Werkzeug. Motette für Chor und Orgel. Strube-Verlag, München.
- 2013: Vater unser, Vater im Himmel, Vater auf Erden. Motette für Kinder- oder Frauen-Chor, Oboe und Orgel. Strube-Verlag.
- 2014: Golgatha. Kantate für gem. Chor, Bläser und Orgel. Strube-Verlag.

### Orgelwerke
- 2002: Choralvorspiele zum hessischen Regionalteil des Evangelischen Gesangbuchs (Hrsg. und Komp.). Strube-Verlag.
- 2005: Choralbuch für Stadt und Land. (Hrsg. und Komp.). Strube-Verlag.
- 2015: Choralsymphonie Souvenir romantique über 5 Kirchenlieder und ein Dreiton-Motiv. Strube-Verlag.
- 2016: Adieu Souvenir romantique. Strube-Verlag.